# Yodi Movie Crafstman
Yodi Movie Craftsman je приватна филмска кућа основана почетком 2000. године. Власници су Милко Јосифов и глумац Зоран Цвијановић.

## Продукција филмова
| Год.  | Назив                       | Улога |
| ----- | --------------------------- | ----- |
| 2001. | Муње                        |       |
| 2003. | Сјај у очима                |       |
| 2004. | Кад порастем бићу кенгур    |       |
| 2005. | Поглед с Ајфеловог торња    |       |
| 2006. | Караула                     |       |
| 2007. | Тешко је бити фин           |       |
| 2009. | Свети Георгије убива аждаху |       |
| 2009. | Едит и ја                   |       |
| 2010. | Нека остане међу нама       |       |
| 2010. | Ма није он такав            |       |
| 2012. | Артиљеро                    |       |
| 2023. | Муње опет                   |       |